# Eurodicautom
Eurodicautom je databáze obsahující terminologii EU. Byla spuštěna v roce 1973 jako jeden z vnitřních nástrojů pro překladatele sloužící pro Evropskou komisi.
Eurodicautom není aktivní, migruje do databáze IATE.